# Aurora Picornell
Pour les articles homonymes, voir Picornell.
Aurora Picornell Femenies, née à Palma de Majorque le 1er octobre 1912 et morte assassinée le 5 janvier 1937 à Porreres, aux Baléares, est une femme politique communiste, féministe et syndicaliste espagnole assassinée par les nationalistes avec ses camarades, les fusillées du groupe des Roges des Molinar (en français : les « Rouges du Molinar »).
Elle est surnommée La Pasionària de Mallorca.

## Biographie
Aurora Picornell est issue d'une famille communiste vivant au Molinar, un quartier populaire situé près des plages du nord-est de Palma, sur l'île de Majorque, aux Baléares.

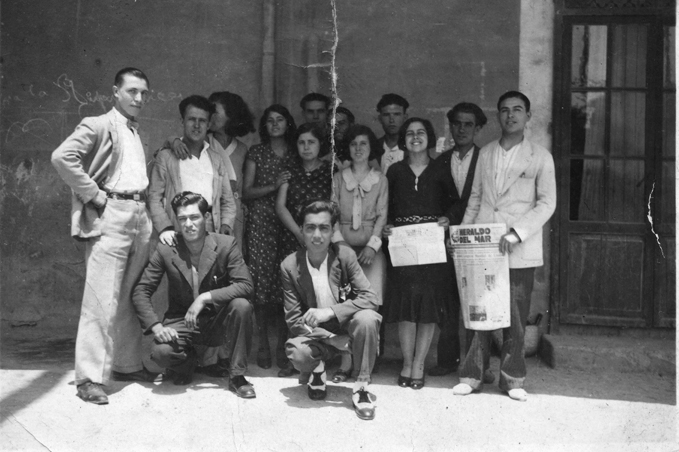
Photographie des militants communistes du quartier du Molinar de Palma. Aurora est la troisième, à la droite, avec à la main le journal Nuestra Palabra.

Couturière de profession, syndicaliste et féministe, elle participe en 1931 à la création du Syndicat des Couturières, dont elle est vice-présidente. Elle s'engage aux Jeunesses communistes, puis adhère au parti communiste espagnol dont elle devient l'une des dirigeantes aux Baléares sous la Deuxième République. Elle est également membre de la Ligue Laïque. Elle anime les réseaux militants de Majorque, d'Ibiza et de Minorque.
En 1932, elle épouse Heriberto Quiñones, membre de l'Internationale communiste à Valence qui sera, plus tard, également exécuté par les franquistes.
Le couple a une fille, nommée Octubrina.
En 1934, Aurora Picornell contribue au développement dans les îles Baléares du mouvement du Secours rouge international.
En 1936, le Front populaire gagne les élections. Aurora Picornell est responsable du journal Nuestra Palabra et milite pour les droits des femmes au travail. Le 8 mars, à l'occasion de la Journée internationale de la Femme, elle organise dans son île un meeting consacré à la Journée de la Femme travailleuse, présidé uniquement par des femmes. L'événement réunit des milliers de personnes à la Maison du Peuple de Palma.

## Guerre d'Espagne et fusillade des Roges des Molinar
Lorsqu'éclate la guerre d'Espagne peu après, l'île tombe aux mains des nationalistes, aidés par les Italiens, après la bataille de Majorque. La répression franquiste s'abat sur la population.

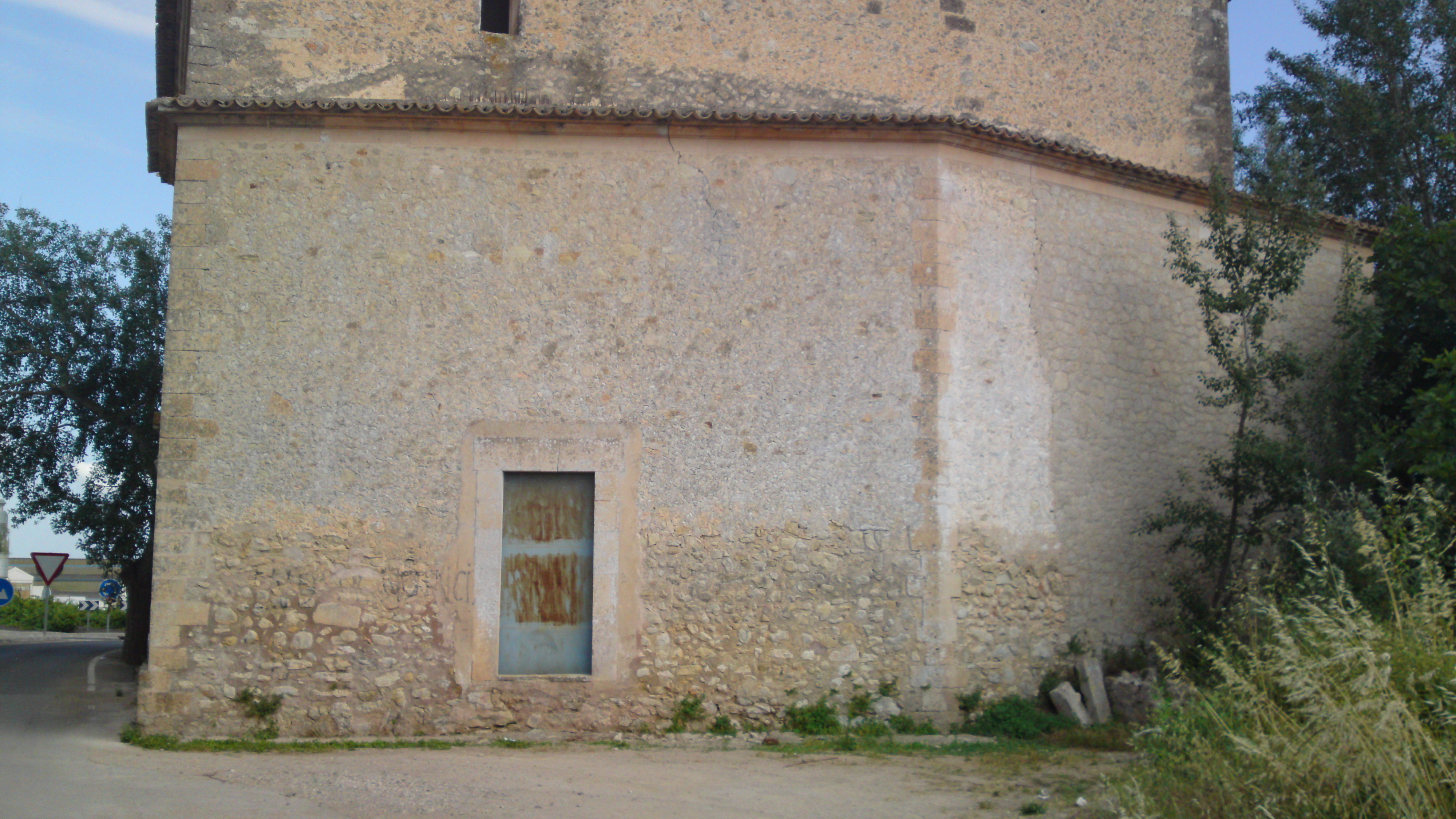
Lieu de la fusillade des femmes du groupe des Roges des Molinar.

Aurora Picornell est arrêtée. Elle est incarcérée à la prison provinciale, puis à la prison pour femmes de Majorque.
Le 5 janvier 1937, veille de l'Épiphanie, les phalangistes la conduisent au couvent de Montuïri et la torturent.
Elle est fusillée dans la ville de Porreres, près de Manacor, le même soir, avec ses camarades du groupe des Roges des Molinar :  Catalina Flaquer et ses deux filles, Antònia et Maria, ainsi que leur camarade Belarmina González Rodríguez.
La dictature qui se met en place dans le pays, avec l'arrivée au pouvoir de Franco en 1939, fait sombrer le destin et l'assassinat de « La Pasionaria de Majorque »[réf. nécessaire] dans l'oubli.
En octobre 2022, son corps est identifié parmi des restes exhumés de fosses communes entre novembre et décembre 2021, dans la tombe 3 du cimetière de Son Coletes à Manacor,.

## Postérité
- Un buste d'Aurora Picornell, œuvre de la sculptrice Margalida Fonollà, est inauguré en 2019 dans le quartier du Molinar[18].
- Un collège porte son nom à Palma[19].
- Sa vie fait l'objet d'une bande dessinée[20] de Nina Parrón et de Beatriz Colom[21] , de plusieurs livres[22] et de publications[23].
- Le destin tragique des fusillées du groupe des Roges des Molinar est commémoré à Majorque[24].